# 埃措特
埃措特（法語：Etsaut，法語發音：[ɛtsot]）是法国大西洋比利牛斯省的一个市镇，属于奥洛龙-圣玛丽区。

## 地理
埃措特（42°54'45"N, 0°34'13"W）面积34.95 平方千米，位于法国新阿基坦大区大西洋比利牛斯省，该省份为法国东南部省份，涵盖了贝阿恩与北巴斯克，西临大西洋比斯開灣，北至朗德省，东北接热尔省，东临上比利牛斯省，南与西班牙接壤。
与埃措特接壤的市镇（或旧市镇、城区）包括：博尔斯、塞特-埃甘、拉兰斯、于尔多斯。
埃措特的时区为UTC+01:00、UTC+02:00（夏令时）。

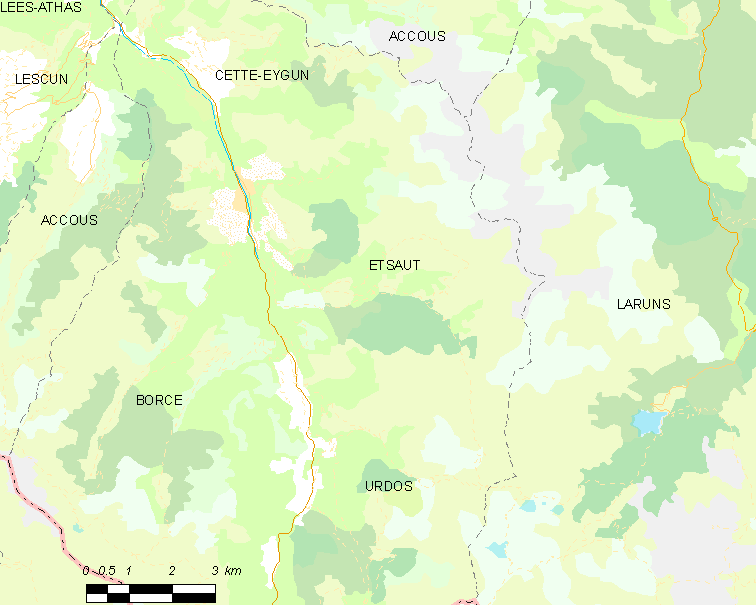
埃措特的OSM定位图

## 行政
埃措特的邮政编码为64490，INSEE市镇编码为64223。

## 政治
埃措特所属的省级选区为奥洛龙-圣玛丽第一县。

## 人口

1962-2008年间埃措特人口变化图示

埃措特于2022年1月1日时的人口数量为63人。